# Галеевская мечеть
Гале́евская мече́ть (тат. Гали́ев мәчете́; Пятая соборная, Мусы бая, Сенного базара, пятая соборная мечеть) — мечеть в Казани, памятник татарской культовой архитектуры. Построена в 1798—1801 гг. на средства купца Мусы Мамяшева в формах раннего классицизма конца XVIII века. Находится на улице Габдуллы Тукая, в северной части Старо-Татарской слободы,  недалеко от бывшего Сенного базара, рядом со зданием Духовного управления мусульман Республики Татарстан (ДУМ РТ). Двухэтажная двухзальная мечеть-джами с восьмигранным трёхъярусным минаретом в центре крыши.

## История мечети
В 1882 и 1897 гг. расширена с южной и северной сторон на средства купцов И. С. Уразаева, М. И. Галеева и И. Г. Иманкулова и оформлена в стиле позднего классицизма.
Последним муллой 5-й соборной мечети из фамилии Сагитовых являлся Мухаметюсуф Сагитов. Затем ему в помощники прихожане мечети избрали сына богатейшего купца махалли М. И. Галеева – выдающегося ученого и педагога-реформатора Галимзяна Баруди, который впоследствии и стал имамом. Именно Баруди создал в приходе крупнейшее новометодное медресе «Мухаммадия», а махалля Галеевской мечети превратилась в центр общественно-политической жизни татар Казани.
Многие годы мечеть воспитывала духовно-просветительскую элиту татарского народа, именно в ней читали свои молитвы — намазы Шигабутдин Марджани, Габдулла Тукай, Каюм Насыйри, Галимджан Баруди, Галиаскар Камал, Наки Исанбет и многие другие просветители татарского народа.
В Советское время мечеть претерпела множество испытаний, так в 30-е годы был разобран минарет мечети. Постановлением Совета Министров Татарской АССР № 601 от 23.01.1981 была признана памятником архитектуры.  Вплоть до 1992 года в здании располагалась гостиница, дом колхозника и различные коммунальные службы. С 1998 года в её стенах размещался Российский исламский университет, затем женское общежитие медресе Мухаммадия.

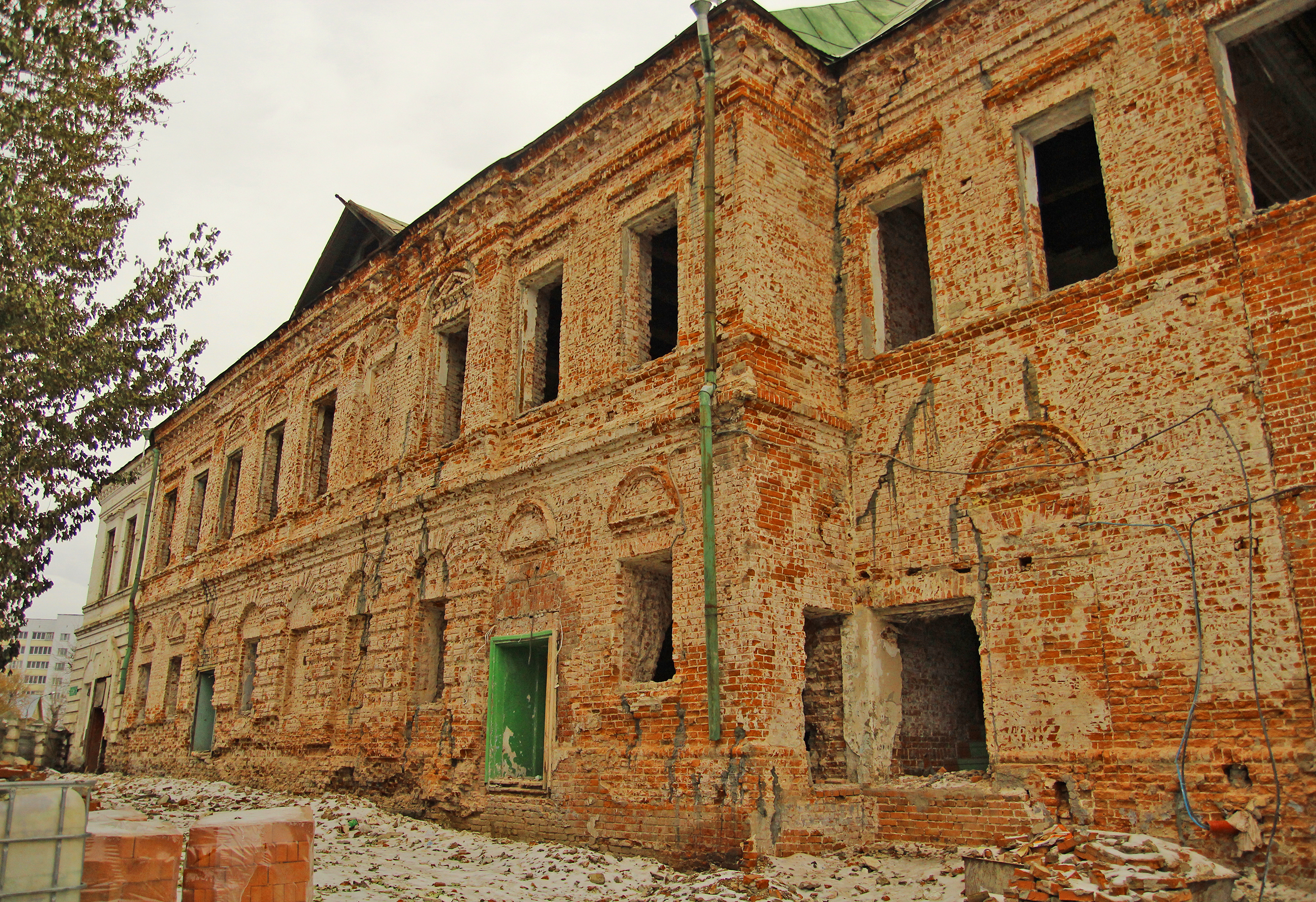
Мечеть во время реконструкции 2014-2015 гг.

22 декабря 2015 года после реставрации состоялось торжественное открытие Галеевской мечети. В мероприятии принял участие  Президент Республики Татарстан Рустам Минниханов.  В торжестве также приняли участие муфтий Татарстана Камиль хазрат Самигуллин, все заместители председателя ДУМ РТ, имамы Казани и районов Республики.